# Vernien
Vernien ist eine französische Bezeichnung für eine Person, die durch Veröffentlichungen zur Forschung zu Werk und Leben des französischen Schriftstellers Jules Verne beiträgt. Einige Kritiker bevorzugen die französischen Benennung Verniste.

## Bekannte Verniens
| - Alain Buisine - William Butcher - Christian Chelebourg - Jean Chesneaux - Alain Chevrier - Daniel Compère - Luce Courville - Volker Dehs - Jean-Paul Dekiss - Jean Delabroy - Olivier Dumas - Arthur Bruce Evans | - Piero Gondolo della Riva - Cornelis Helling - Marie-Hélène Huet - Bernhard Krauth - Joseph Laissus - Agnès Marcetteau-Paul - Jean-Michel Margot - Charles-Noël Martin - Florent Montaclair - Marcel Moré - Jean-Yves Paumier - Jean-Pierre Picot | - Robert Pourvoyeur - François Raymond - François Rivière - Samuel Sadaune - Michel Serres - Marc Soriano - Alexandre Tarrieu - Robert Taussat - Brian Taves - Pierre-André Touttain - Simone Vierne - Eric Weissenberg |